# 久世広正
久世 広正（くぜ ひろまさ）は、江戸時代後期の旗本。官位は従五位下、伊勢守。
将軍徳川家斉の側用取次水野忠篤の親族であったため、まだ青年であったが文政12年（1829年）に堺奉行となり、天保2年（1831年）には大坂西町奉行に抜擢される。天保4年（1833年）、長崎奉行となる。天保10年（1839年）退任し、田安家家老となる。